# Chiesa di San Bartolomeo (Prato)
La chiesa di san Bartolomeo a Prato si trova in piazza Mercatale.

## Storia
Costruita nel Trecento come chiesa del convento del Carmine, fu distrutta dai bombardamenti il 7 marzo 1944, e fu ricostruita su progetto di Ivo Lambertini nel 1958.

## Descrizione

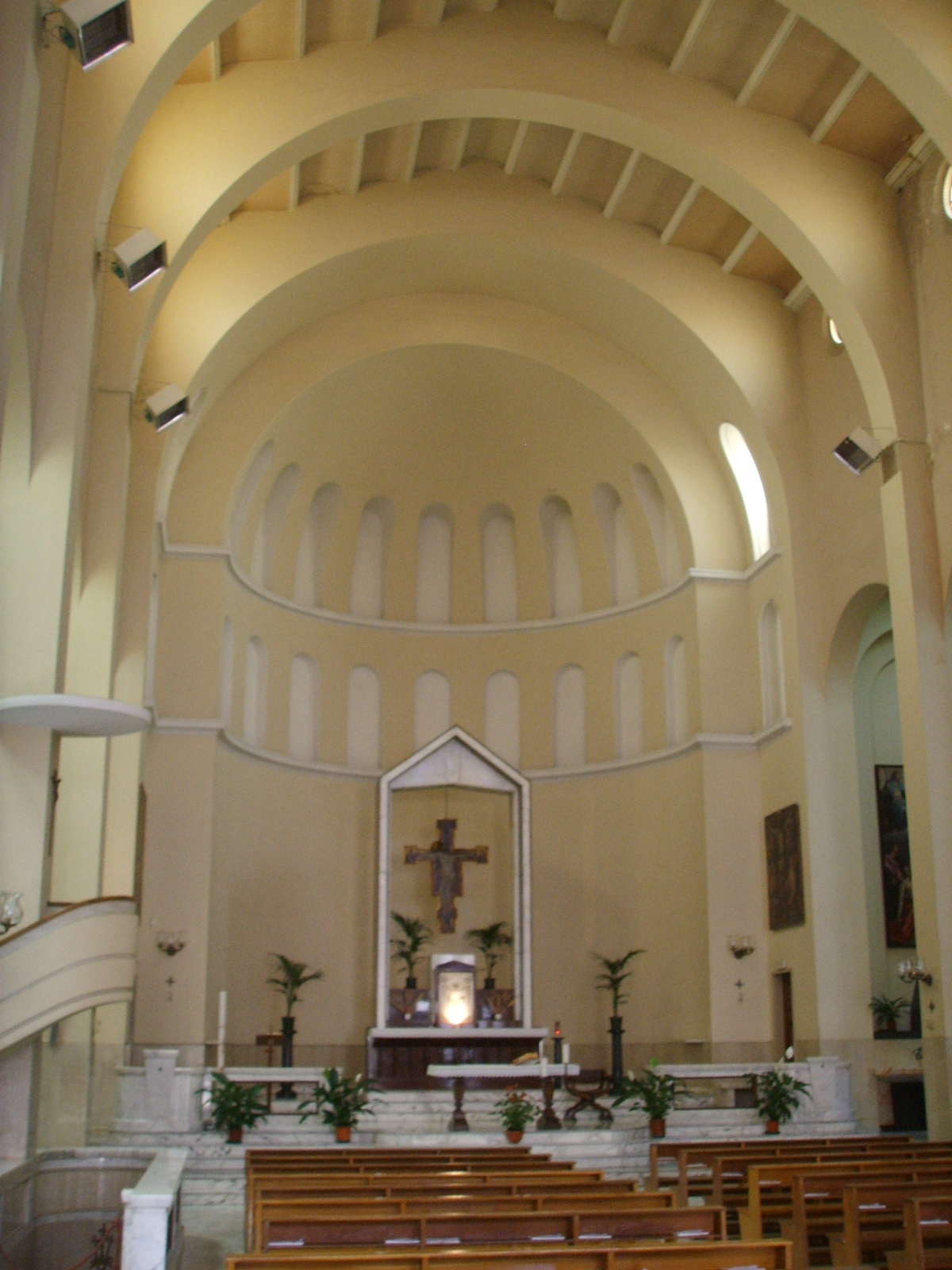
Interno

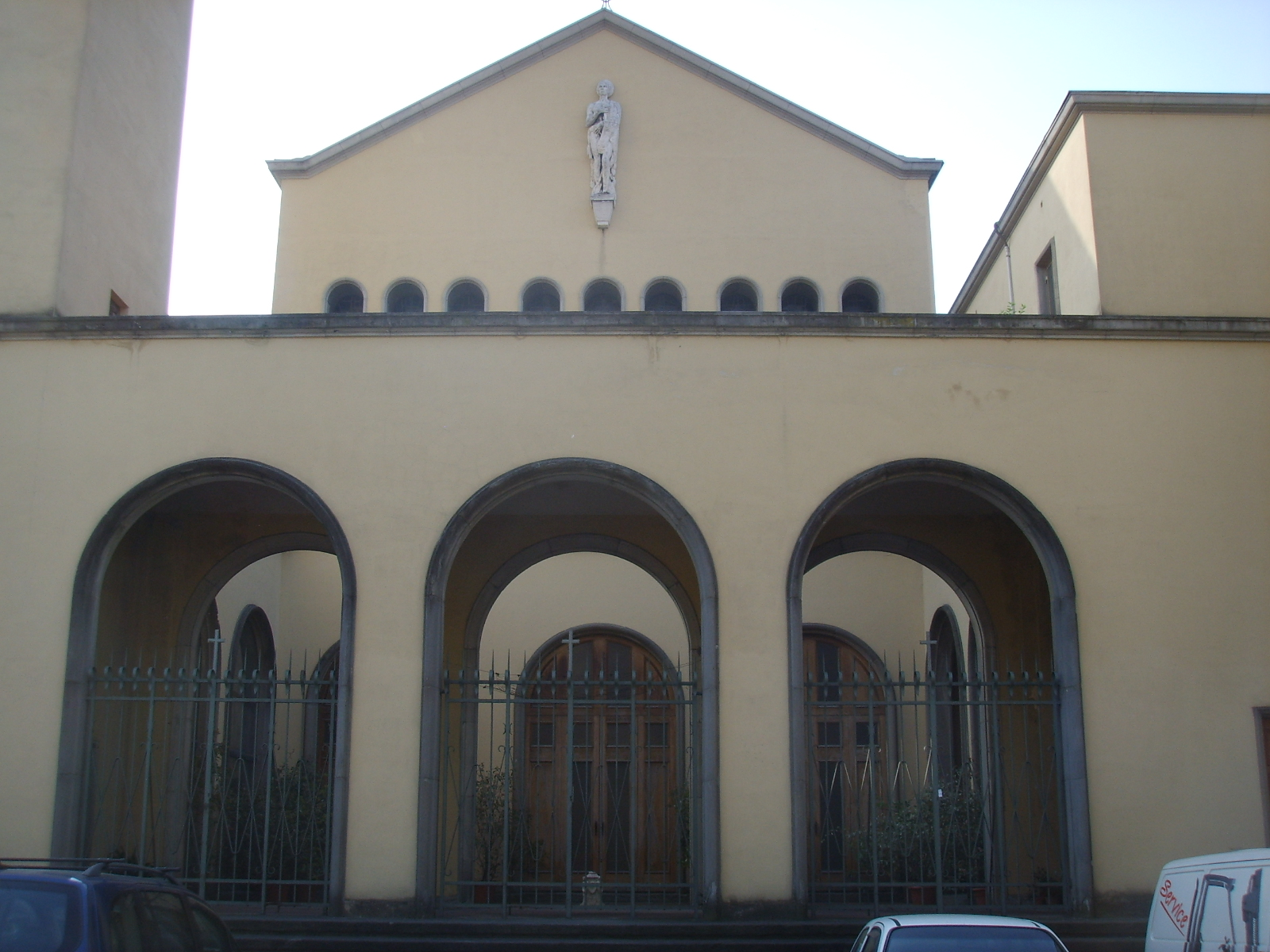
Facciata principale

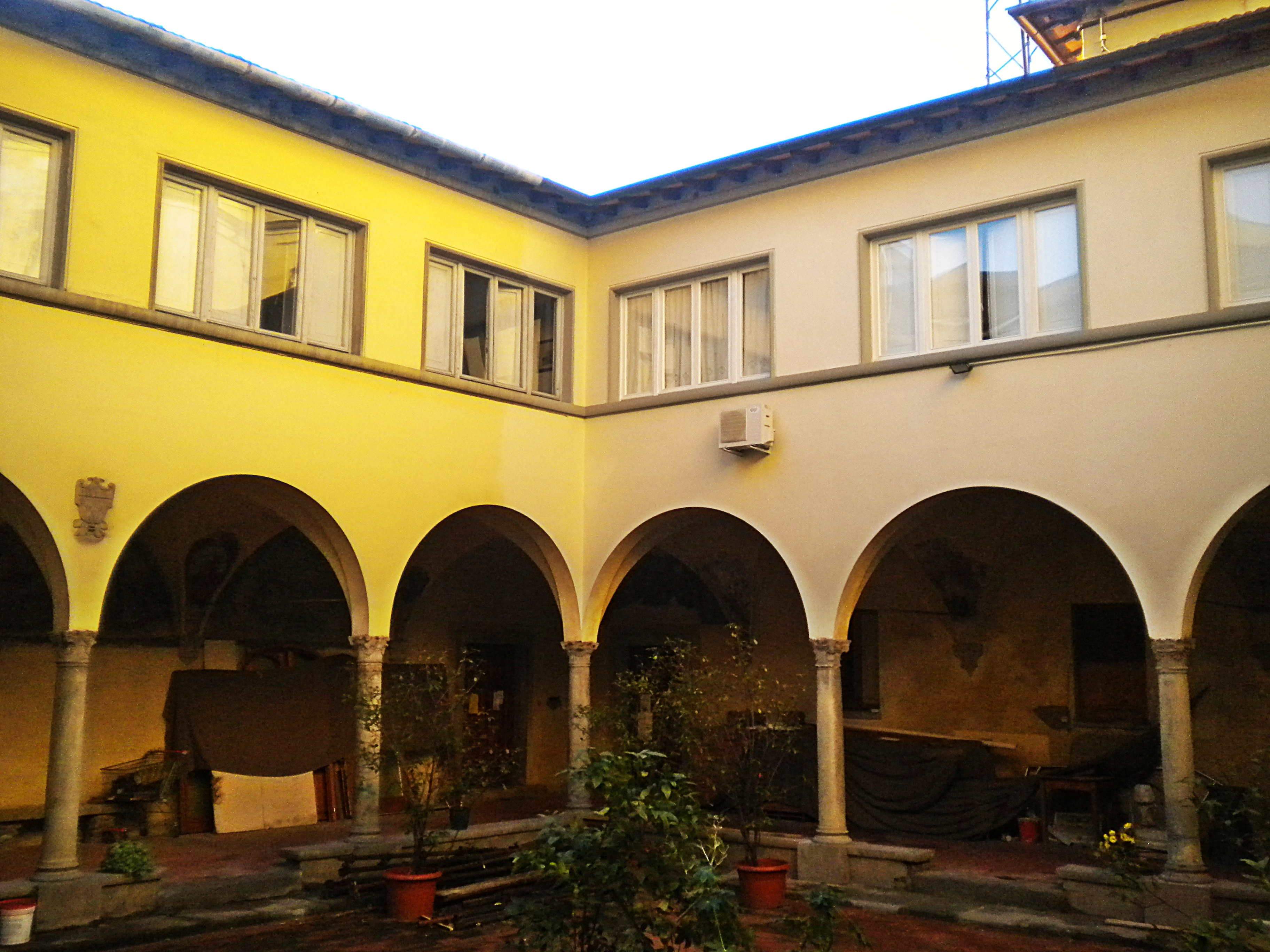
Chiostro

L'attuale edificio, preceduto da un vestibolo porticato con alto campanile, ha struttura a tre navate, presbiterio con abside, e cripta. Le forme ricordano l'architettura bizantina, con la grande aula dominata dall'emiciclo dell'abside che richiama, pur con un lessico moderno, esempi antichi come la basilica Palatina di Costantino a Treviri.
Molte opere dell'antica chiesa sono collocate alle pareti dell'attuale: in controfacciata, al centro è un tondo di scuola botticelliana, affiancato da quattro Evangelisti della fine del Seicento di scuola dandiniana. Ai lati estremi sono, a sinistra, una tela con la Madonna del Carmine che libera le anime del Purgatorio attribuita a Stefano Parenti ed un'altra con le Anime purganti in espiazione di Pier Dandini, forse facenti parte di un un'unica pala.
alla parete destra è un imponente Crocifisso ligneo di scuola fiorentina databile al terzo decennio del Trecento, già in cripta, vandalizzato nel 2013 da uno squilibrato che ne ha rotto le braccia. Sulla stessa parete è anche una Presentazione al Tempio, dipinto da Santi di Tito forse con aiuti di bottega. Accanto è una Madonna col Bambino tra i SS. Bartolomeo e Giovanni Battista di Giovan Pietro Naldini, databile tra 1620 e 1640 circa.
Alla testata della navatella destra è un altare sul quale è posto un reliquiario del braccio di Santa Lucia sovrastato da una tela con la Trinità con gli evangelisti, santa Caterina e san Carlo Borromeo (1621-22) dell'Empoli.
Nella parete destra del presbiterio è un dipinto di Leonardo Mascagni con la Crocifissione con quattro santi, del 1594.
Sull'altar maggiore è un quattrocentesco ciborio marmoreo attribuito ad Antonio Rossellino o ala sua scuola. Al di sopra è un Crocifisso dipinto del primo Trecento attribuito ad un artista pistoiese, vicino al Maestro del 1336.
Alla parete a sinistra è appesa una tela con il Matrimonio mistico di santa Caterina, opera del fiammingo Livio Mehus dipinta intorno al 1675.
Alla parete della navatella sinistra si trova, partendo dal presbiterio, un'altra tela di Livio Mehus con il Riposo durante la fuga in Egitto, una Madonna col Bambino e santi, firmata e datata 1592 da Leonardo Mascagni, una grande tela di Pier Dandini con la Vergine col Bambino che dà il manto a Santa Maria Maddalena de' Pazzi, del 1669 ed un ultimo dipinto con San Carlo Borromeo di Stefano Parenti.

## Immagini Storiche

Esterno prima della distruzione
Interno prima della distruzione
Una cappellina interna prima della distruzione
La chiesa dopo il bombardamento (16 febbraio 1944)
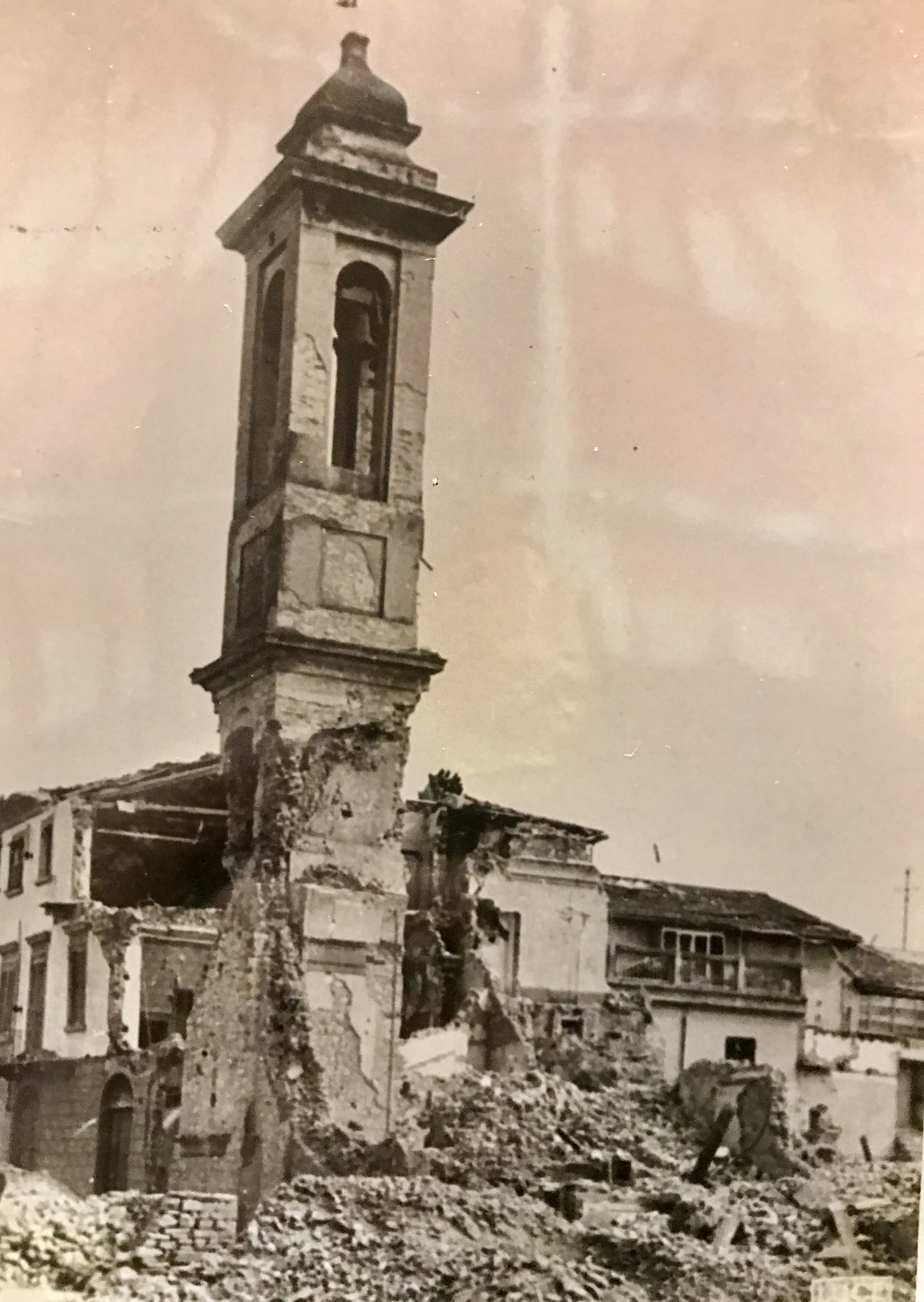
Il campanile pericolante
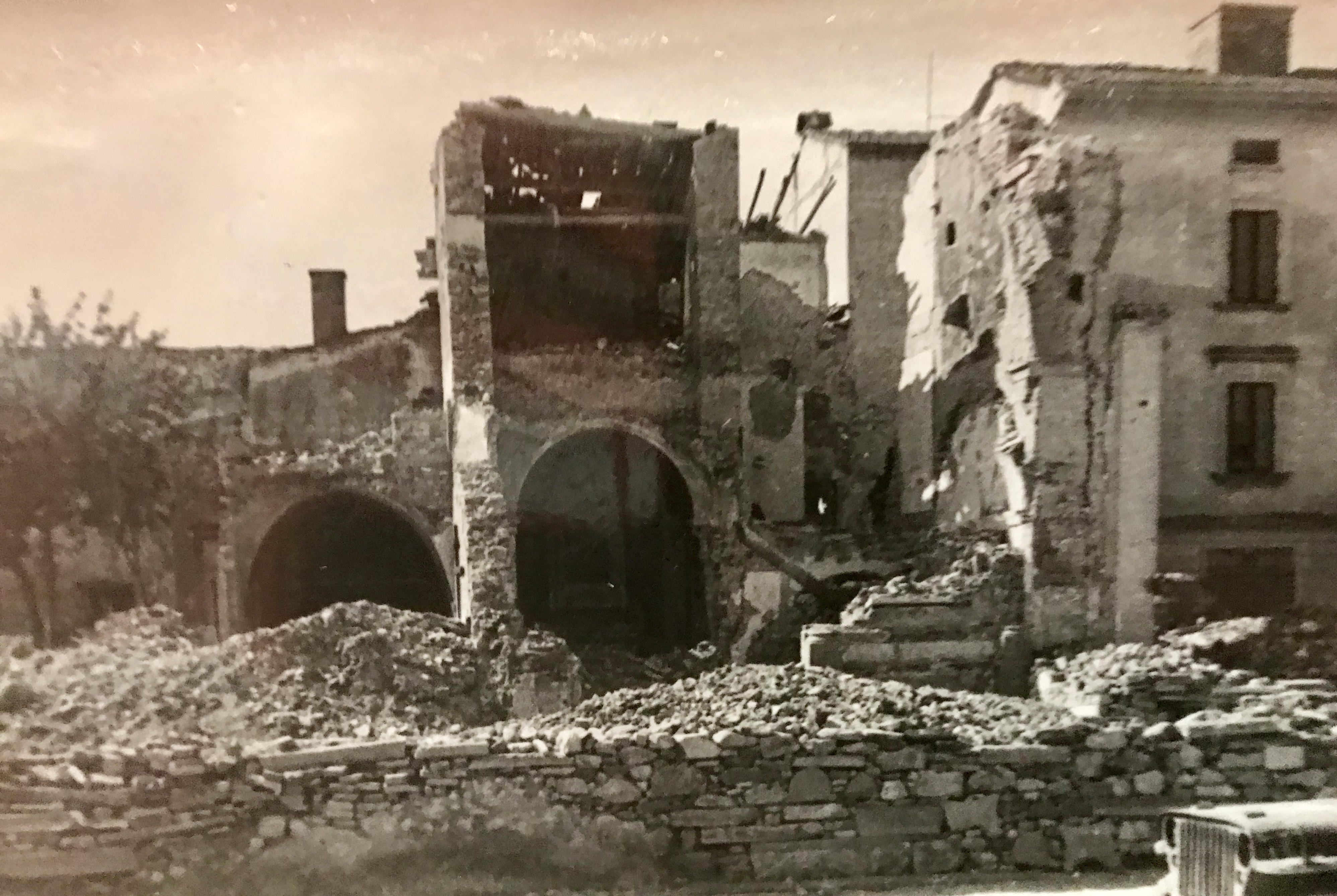
Abside con il campanile abbattuto
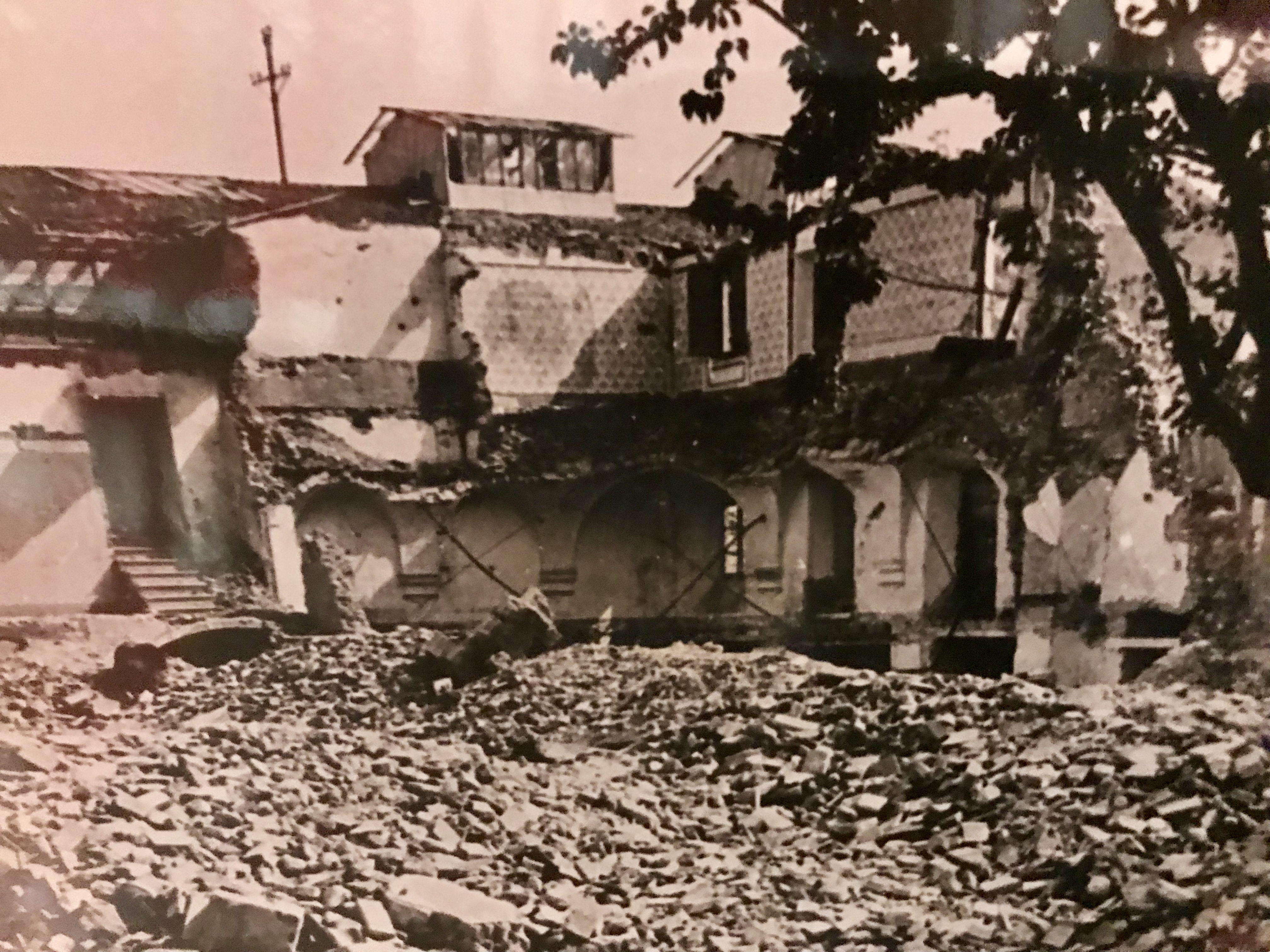
Il chiostro dopo il bombardamento
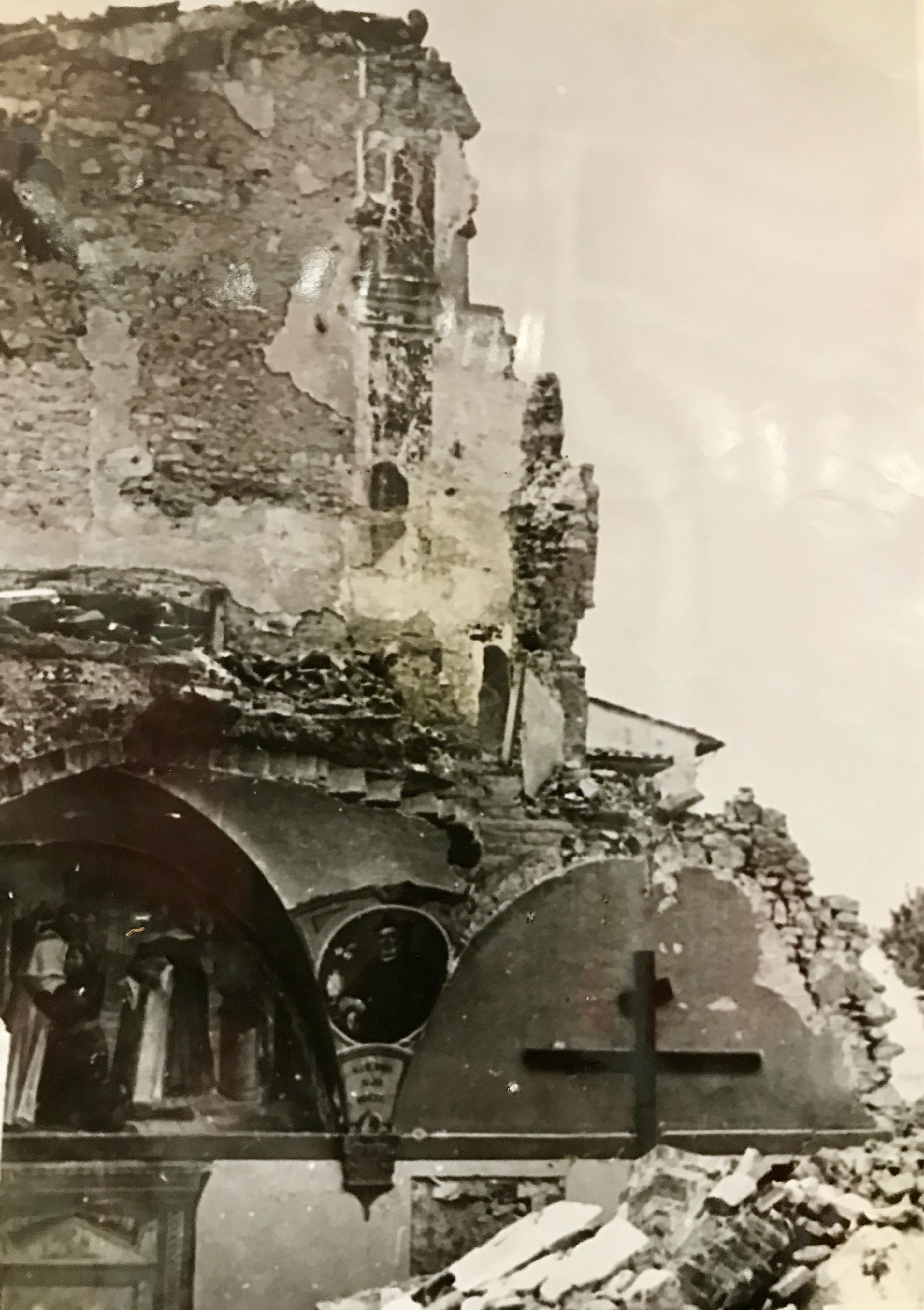
Particolare dell'interno della chiesa dopo il bombardamento